# Paracharon renaudae
Paracharon renaudae är en kräftdjursart som beskrevs av Nicole Coineau 1968. Paracharon renaudae ingår i släktet Paracharon och familjen Microparasellidae. Inga underarter finns listade i Catalogue of Life.